# Internationale Friedensfahrt 1988
Die 41. Internationale Friedensfahrt (Course de la paix) war ein Radrennen, das vom 9. bis 23. Mai 1988 ausgetragen wurde.
Die 41. Auflage der Internationalen Friedensfahrt bestand aus 13 Einzeletappen und führte auf einer Gesamtlänge von 2008 km von Bratislava über Katowice nach Berlin. Mannschaftssieger war die UdSSR. Der beste Bergfahrer war Uwe Ampler aus der DDR.
Insgesamt waren 120 Fahrer aus 20 Nationen am Start. Zum ersten Mal war die Auswahl Brasiliens dabei.
Teilnehmende Nationen waren:
| Brasilien Bulgarien Volksrepublik China Kuba Dänemark DDR BR Deutschland Finnland Frankreich Italien | Jugoslawien Mongolische Volksrepublik Niederlande Polen Portugal Rumänien Ungarn Tschechoslowakei Sowjetunion Vereinigtes Königreich |

## Details

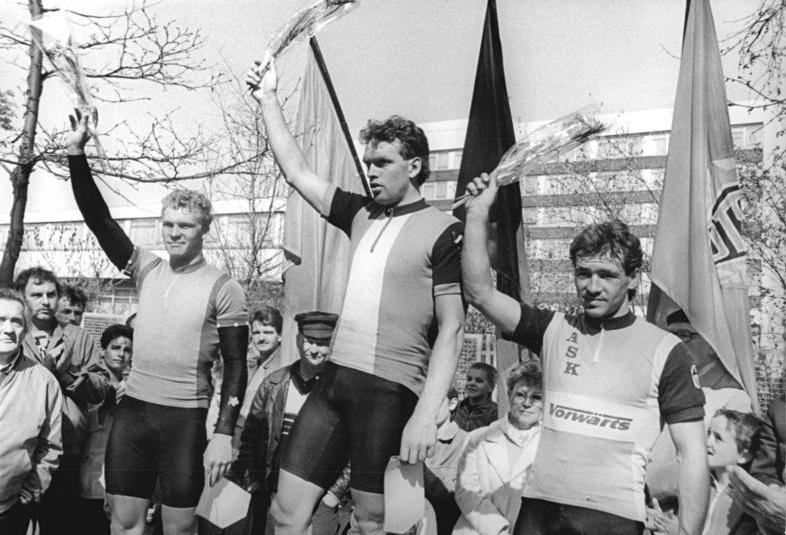
Olaf Ludwig; Sieger der 11. Etappe

| Etappe     | Start – Ziel                   | Etappensieger                          | Etappen- länge | Fahrzeit |
| ---------- | ------------------------------ | -------------------------------------- | -------------- | -------- |
| 0Prolog    | Einzelzeitfahren in Bratislava | Uwe Ampler DDR                         | 004 km         | 2:44:52  |
| 01. Etappe | Bratislava – Levice            | Dschamolidin Abduschaparov Sowjetunion | 137 km         | 2:57:55  |
| 02. Etappe | Levice – Banská Bystrica       | Jozef Regec Tschechoslowakei           | 153 km         | 3:55:42  |
| 03. Etappe | Banská Bystrica – Dubnica      | Zbigniew Spruch Polen                  | 162 km         | 3:45:39  |
| 04. Etappe | Dubnica – Žilina               | Olaf Ludwig DDR                        | 133 km         | 3:15:07  |
| 05. Etappe | Žilina – Zakopane              | Olaf Jentzsch DDR                      | 180 km         | 4:55:15  |
| 06. Etappe | Poronin – Zakopane             | Uwe Ampler DDR                         | 032 km         | 2:47:57  |
| 07. Etappe | Nowy Targ – Katowice           | Rob Harmeling Niederlande              | 189 km         | 4:38:33  |
| 08. Etappe | Nysa – Wałbrzych               | Olaf Ludwig DDR                        | 150 km         | 3:51:32  |
| 09. Etappe | Kamienna Góra – Legnica        | Werner Stauff Deutschland              | 196 km         | 4:57:01  |
| 10. Etappe | Legnica – Dresden              | Olaf Ludwig DDR                        | 190 km         | 4:48:07  |
| 11. Etappe | Dresden – Leipzig              | Olaf Ludwig DDR                        | 176 km         | 4:31:38  |
| 12. Etappe | Leipzig – Halle                | Dschamolidin Abduschaparov Sowjetunion | 154 km         | 4:32:39  |
| 13. Etappe | Dessau – Berlin                | Giovanni Fidanza Italien               | 158 km         | 4:21:23  |